# 達瑞爾·威利斯
達瑞爾·威利斯（1996年1月21日—）為美國男子籃球運動員，場上位置為大前鋒與中鋒，現效力於台灣職業籃球大聯盟臺北台新戰神。

## 職業生涯
2018年7月30日，威利斯加盟賽普勒斯籃球甲級聯賽斯特羅沃洛斯閃電。
2020年7月17日，威利斯加盟法國籃球甲級聯賽摩納哥。
2021年1月21日，威利斯加盟意大利篮球甲级联赛布雷西亞。9月9日，威利斯加盟VTB聯賽葉尼塞。
2022年8月19日，威利斯加盟VTB聯賽庫班火車頭。
2023年1月15日，威利斯加盟韓國籃球聯賽首爾三星雷霆。8月3日，威利斯加盟B1聯賽Levanga北海道。
2024年7月8日，威利斯加盟B1聯賽京都創榮。9月2日，京都創榮經體檢後決定與威利斯解除合約。11月23日，威利斯加盟希腊篮球甲级联赛塞薩洛尼基阿里斯。
2025年8月14日，威利斯加盟台灣職業籃球大聯盟臺北台新戰神，中文登錄名為「威力斯」。

## 外部連結
- 達瑞爾·威利斯在fiba.basketball（英语）
- 達瑞爾·威利斯在歐洲籃球聯賽官網（英语）
- 達瑞爾·威利斯在法國籃球甲級聯賽官網（法语）
- 達瑞爾·威利斯在意大利篮球甲级联赛官網（意大利语）
- 達瑞爾·威利斯在B.LEAGUE官網（日语）
- 達瑞爾·威利斯在Basketball-Reference.com（國際）（英语）
- 達瑞爾·威利斯在Sports-Reference.com（NCAA）（英语）
- 達瑞爾·威利斯在Eurobasket.com（球員）（英语）
- 達瑞爾·威利斯在Proballers（英语）
- 達瑞爾·威利斯在RealGM（球員）（英语）